# Litoria chrisdahli
Litoria chrisdahli – gatunek płaza bezogonowego z podrodziny Pelodryadinae w rodzinie rzekotkowatych (Hylidae). Endemit Nowej Gwinei, obecnie nie jest zagrożony wyginięciem.

## Występowanie
Całkowity zasięg występowania zwierzęcia nie został jeszcze dokładnie ustalony: spotykano go jedynie w miejscu typowym – w okolicy Wamangu nad rzeką Nakam w prowincji Sepik Wschodni (Papua-Nowa Gwinea), ale prawdopodobnie zamieszkuje on bardziej rozległe tereny. Miejsce typowe znajduje się na wysokości 180 metrów nad poziomem morza.
Jego habitat to nizinne lasy deszczowe zmienione działalnością ludzką, plantacje, bambus, bagna z sagowcami, a nawet ogrody.

## Behawior i rozmnażanie
Samce mają w zwyczaju usadawiać się na liściach palm nawet 5 metrów nad ziemią i nawoływać, co ma miejsce zwłaszcza po porannym deszczu. Inne wolą wydawać swe odgłosy, będąc pół metra od bagna, skryte w liściach niskiej roślinności.
Na liściach nad wodą umieszczane są też jaja. W momencie wyklucia kijanki wpadają do zbiornika wodnego.

## Status
W Czerwonej księdze gatunków zagrożonych IUCN płaz ten od 2020 roku klasyfikowany jest jako gatunek najmniejszej troski (LC, ang. Least Concern); wcześniej, od 2008 roku uznawano go za gatunek niedostatecznie rozpoznany (DD, ang. Data Deficient).
Wydaje się, że w sprzyjających warunkach środowiskowych występuje pospolicie.
Z uwagi na jego dobre zdolności adaptacyjne nie wyróżnia się obecnie poważniejszych zagrożeń.